# Mark Mowers
Mark Mowers (né le 16 février 1974 à Decatur, Géorgie aux États-Unis) est un joueur professionnel américain de hockey sur glace.

## Carrière de joueur
Mark Mowers a commencé sa carrière en USHL avec l'équipe de Dubuque Fighting Saints. Lors de sa première saison, il inscrit 82 points en 47 matchs. En 1994, il entre à l'université du New Hempshire. Lors de ces quatre années en NCAA, il termine à chaque fois dans les quatre meilleurs marqueurs de son équipe. Ces bons résultats lui ouvrent la porte de la LNH, bien qu'il n'ait jamais été repêché par une équipe de cette ligue.
Il rejoint donc les Predators de Nashville, avec lesquels il dispute 30 matchs pour sa première saison mais n'inscrit que 6 points. Il passe l'autre moitié de la saison 1998-99 avec l'équipe ferme des Predators, les Admirals de Milwaukee de la LAH. En 51 parties, Mark Mowers inscrit 36 points. Les trois saisons suivantes, il continue à faire des aller-retour entre les Predators et les Admirals, sans réussir à s'imposer durablement en LNH. Lors de la saison 2002-2003, il est transféré aux Griffins de Grand Rapids. Ce n'est que l'année d'après qu'il retrouve la LNH, disputant 52 parties avec les Red Wings de Détroit.
À la suite du lock-out lors de la saison 2004-2005 de la LNH, Mark Mowers s'en va dans un premier temps en Suède avec Malmö IF. Il rejoint ensuite Fribourg-Gottéron, en Suisse, où il termine la saison et contribue largement au maintien du club en LNA lors des séries éliminatoires contre le futur relégué, le Lausanne HC. Pour la saison 2005-2006, il signe avec le HC Bâle, mais peu avant le début du camp d’entraînement d’été, il fait activer  une clause de son contrat pour rejoindre les Red Wings de Détroit.
Entre 2005 et 2007, il est successivement échangé aux Bruins de Boston et aux Ducks d'Anaheim. Il rejoint enfin une nouvelle fois la Suisse, cette fois le CP Berne. Cette saison sera très difficile pour lui., puisqu'il est très souvent surnuméraire et ne joue que 10 matchs dans la capitale helvétique. Il signe ensuite à Fribourg-Gottéron pour la saison 2008-2009. Victime d'une charge de Jean-Pierre Vigier , et de ses mauvaises performances, il ne disputera que 23 matchs. Il met un terme à sa carrière à la fin de la saison 2010-2011.
Après sa carrière de joueur, il devient agent de joueur puis obtient un poste de dépisteur pour les Canadiens de Montréal en 2012.

## Statistiques

### En club
| Saison      | Équipe                     | Ligue       |     | Saison régulière | Saison régulière | Saison régulière | Saison régulière | Saison régulière |    | Séries éliminatoires | Séries éliminatoires | Séries éliminatoires | Séries éliminatoires | Séries éliminatoires |
| Saison      | Équipe                     | Ligue       | PJ  | B                | A                | Pts              | Pun              | PJ               | B  | A                    | Pts                  | Pun                  |                      |                      |
| 1992-1993   | Gears Jr. de Saginaw       | NAHL        | 39  | 31               | 39               | 70               | -                | -                | -  | -                    | -                    | -                    |                      |                      |
| 1993-1994   | Fighting Saints de Dubuque | USHL        | 47  | 51               | 31               | 82               | 52               | -                | -  | -                    | -                    | -                    |                      |                      |
| 1994-1995   | Wildcats du New Hampshire  | NCAA        | 36  | 13               | 23               | 36               | 16               | -                | -  | -                    | -                    | -                    |                      |                      |
| 1995-1996   | Wildcats du New Hampshire  | NCAA        | 34  | 21               | 26               | 47               | 18               | -                | -  | -                    | -                    | -                    |                      |                      |
| 1996-1997   | Wildcats du New Hampshire  | NCAA        | 39  | 26               | 32               | 58               | 52               | -                | -  | -                    | -                    | -                    |                      |                      |
| 1997-1998   | Wildcats du New Hampshire  | NCAA        | 35  | 25               | 31               | 56               | 32               | -                | -  | -                    | -                    | -                    |                      |                      |
| 1998-1999   | Predators de Nashville     | LNH         | 30  | 0                | 6                | 6                | 4                | -                | -  | -                    | -                    | -                    |                      |                      |
| 1998-1999   | Admirals de Milwaukee      | LIH         | 51  | 14               | 22               | 36               | 24               | 1                | 0  | 0                    | 0                    | 0                    |                      |                      |
| 1999-2000   | Admirals de Milwaukee      | LIH         | 23  | 11               | 15               | 26               | 34               | -                | -  | -                    | -                    | -                    |                      |                      |
| 1999-2000   | Predators de Nashville     | LNH         | 41  | 4                | 5                | 9                | 10               | -                | -  | -                    | -                    | -                    |                      |                      |
| 2000-2001   | Admirals de Milwaukee      | LIH         | 63  | 25               | 25               | 50               | 54               | 5                | 1  | 2                    | 3                    | 2                    |                      |                      |
| 2001-2002   | Predators de Nashville     | LNH         | 14  | 1                | 2                | 3                | 2                | -                | -  | -                    | -                    | -                    |                      |                      |
| 2001-2002   | Admirals de Milwaukee      | LAH         | 45  | 19               | 20               | 39               | 34               | -                | -  | -                    | -                    | -                    |                      |                      |
| 2002-2003   | Griffins de Grand Rapids   | LAH         | 78  | 34               | 47               | 81               | 47               | 15               | 3  | 4                    | 7                    | 4                    |                      |                      |
| 2003-2004   | Griffins de Grand Rapids   | LAH         | 16  | 8                | 6                | 14               | 4                | -                | -  | -                    | -                    | -                    |                      |                      |
| 2003-2004   | Red Wings de Détroit       | LNH         | 52  | 3                | 8                | 11               | 4                | -                | -  | -                    | -                    | -                    |                      |                      |
| 2004-2005   | Malmö IF                   | Elitserien  | 9   | 2                | 0                | 2                | 0                | -                | -  | -                    | -                    | -                    |                      |                      |
| 2004-2005   | Fribourg-Gottéron          | LNA         | 3   | 2                | 0                | 2                | 0                | 9                | 9  | 8                    | 17                   | 12                   |                      |                      |
| 2005-2006   | Red Wings de Détroit       | LNH         | 46  | 4                | 11               | 15               | 16               | 3                | 0  | 0                    | 0                    | 0                    |                      |                      |
| 2006-2007   | Bruins de Boston           | LNH         | 78  | 5                | 12               | 17               | 26               | -                | -  | -                    | -                    | -                    |                      |                      |
| 2007-2008   | Ducks d'Anaheim            | LNH         | 17  | 1                | 0                | 1                | 8                | -                | -  | -                    | -                    | -                    |                      |                      |
| 2007-2008   | CP Berne                   | LNA         | 10  | 2                | 4                | 6                | 8                | -                | -  | -                    | -                    | -                    |                      |                      |
| 2008-2009   | Fribourg-Gottéron          | LNA         | 23  | 3                | 8                | 11               | 26               | 5                | 2  | 2                    | 4                    | 4                    |                      |                      |
| 2009-2010   | Fribourg-Gottéron          | LNA         | 42  | 13               | 25               | 38               | 20               | 7                | 3  | 2                    | 5                    | 8                    |                      |                      |
| 2010-2011   | Fribourg-Gottéron          | LNA         | 28  | 6                | 8                | 14               | 38               | 1                | 0  | 0                    | 0                    | 0                    |                      |                      |
| Totaux LNH  | Totaux LNH                 | Totaux LNH  | 278 | 18               | 44               | 62               | 70               | 3                | 0  | 0                    | 0                    | 0                    |                      |                      |
| Totaux LAH  | Totaux LAH                 | Totaux LAH  | 139 | 61               | 73               | 134              | 85               | 15               | 3  | 4                    | 7                    | 15                   |                      |                      |
| Totaux LIH  | Totaux LIH                 | Totaux LIH  | 137 | 52               | 60               | 112              | 112              | 6                | 1  | 2                    | 3                    | 2                    |                      |                      |
| Totaux NCAA | Totaux NCAA                | Totaux NCAA | 144 | 85               | 112              | 197              | 118              | -                | -  | -                    | -                    | -                    |                      |                      |
| Totaux LNA  | Totaux LNA                 | Totaux LNA  | 106 | 26               | 45               | 71               | 92               | 22               | 14 | 12                   | 26                   | 22                   |                      |                      |

### En équipe nationale
| Année | Équipe     | Compétition          |   | PJ | B | A | Pts | Pun         |  | Résultat |
| 2002  | États-Unis | Championnat du monde | 7 | 1  | 2 | 3 | 4   | 7e position |  |          |

## Trophées et honneurs personnels
- Hockey East
  - 1995 : nommé recrue de l'année
  - 1998 : nommé dans la 2e équipe d'étoiles
- National Collegiate Athletic Association
  - 1998 : nommé dans l'équipe américaine de l'est des étoiles
- Ligue internationale de hockey
  - 1999 : récipiendaire du trophée Ken-McKenzie
- Ligue américaine de hockey
  - 2003 : nommé dans la 2e équipe d'étoiles